# Наманги Аути
Наманги Аути — политическая партия Вануату.
Основана Эйми Малере в 1975 году в результате раскола Движения за автономию Новых Гебридов. Новая партия отстаивала интересы франкофонного населения, для который быстрый переход к независимости мог означать засилье английского языка. На первых для себя выборах 1979 года партия получила в парламенте 2 места.
Партия отстаивает децентрализацию страны через превращение её в конфедерацию автономных провинций.
В конце 1980-х годов партия примкнула к Союзу умеренных партий (UPM), с 2000 по 2002 находилась в составе Конфедерации зелёных. В 2002 году стала независимой партией Поля Телекука, который изначально прошёл в парламент от Конфедерации зелёных.
В выборах 2012 года участвовала под названием Mouvement de réunification pour le changement, в выборах 2016 года — Rassemblement Des Mouvements Pour Le Changement.

## Участие в выборах
С момента основания партии до 2018 года её представители несколько раз избирались в парламент.
| Год выборов | Мест в парламенте |
| ----------- | ----------------- |
| 1979        | 2                 |
| 1983        | 0                 |
| 1987        | в составе UPM     |
| 1991        | в составе UPM     |
| 1995        | в составе UPM     |
| 1998        | в составе UPM     |
| 2002        | в составе CV      |
| 2004        | 1                 |
| 2008        | 1                 |
| 2012        | 3                 |
| 2016        | 3                 |